# Da Jesus und seine Hawara
Da Jesus und seine Hawara ist eine 1971 als Buch erschienene Übertragung des Neuen Testaments ins Wienerische von Wolfgang Teuschl.

## Inhalt und Rezeption
Das Werk basiert im Wesentlichen auf dem Markusevangelium, enthält aber auch Auszüge aus den anderen drei Evangelien. Während sich auf den Seiten gerader Zahl die Auszüge aus den Evangelien befinden, ist auf den Seiten ungerader Zahl die wienerische Übersetzung zu lesen.
Das Buch war nach seinem Erscheinen Gegenstand heftiger Kontroversen. Während die Gegner des Buches damit argumentierten, eine Übertragung der heiligen Schrift in Mundart sei pietätlos, argumentierten die Befürworter des Buches, dass durch die Mundart eine gewisse Entfremdung entstehe, die einen neuen und unkomplizierteren Zugang zur Heiligen Schrift ermögliche.
Teuschls Argumentation war, dass Jesus ja selbst hebräischen Dialekt gesprochen habe, und zwar Aramäisch. Des Weiteren ist sprachwissenschaftlich von hoher Wahrscheinlichkeit, dass das österreichische Wort „Haberer“ [phonetisch: Hawara] vom hebräischen „chawerim“ kommt. Andere sind jedoch der Meinung, dass sich das Wort vom Brauch des Haberfeldtreibens in Bayern und im Nordwesten Österreichs ableitet.

## Rezitationen

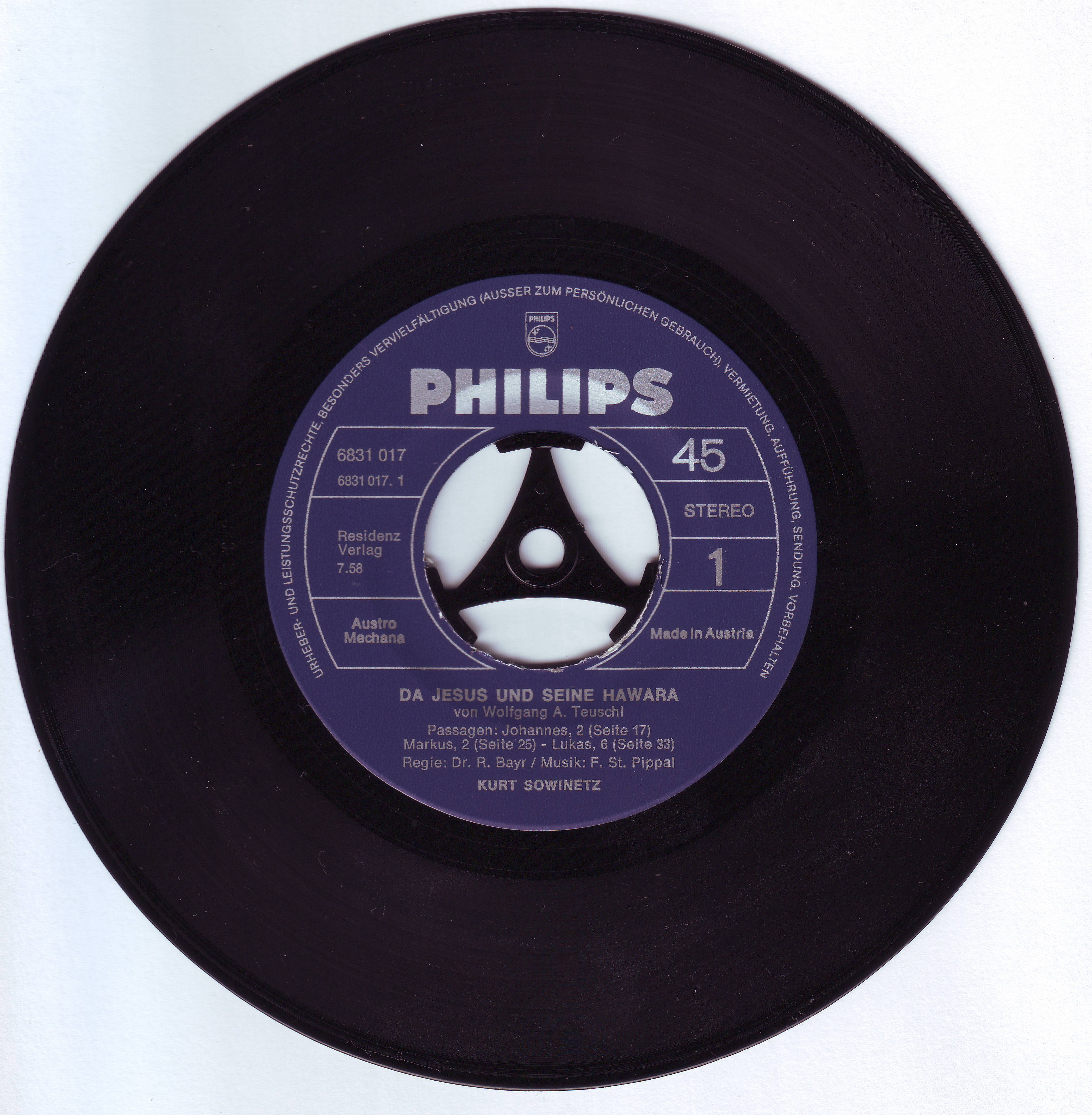
Single Wolfgang A. Teuschl Da Jesus und seine Hawara, Rezitation Kurt Sowinetz (1971)

Für die Erstauflage des Buches wurde der Text in Ausschnitten ursprünglich auf Langspielplatte und Single von Kurt Sowinetz 1971 rezitiert. Die Single ist Beilage des Buches. 2002 wurde die Rezitation Sowinetz' als CD neu aufgelegt.
Zu einer 2001 erschienenen Jubiläums-Edition des Buches erschien auch eine von Willi Resetarits rezitierte CD mit Auszügen des Buchtextes. Die Live-Aufnahmen dazu fanden 1999 im Theater Akzent in Wien statt. Weitere Aufnahmen von Rezitationen durch Resetarits wurden 2006 mit der Neuauflage des Buches in Auszügen auf einer CD und 2011 erstmals in Komplettlesung auf drei CDs veröffentlicht (Gitarre: Karl Ritter).

## Theateraufführung
Eine Bearbeitung für das Theater wurde 2017 unter der Regie von Nikolaus Büchel bei den Festspielen Schloss Tillysburg uraufgeführt.